# Ocean Odyssey
Ocean Odyssey es una plataforma de lanzamiento de vehículos espaciales semi submergible y autopropulsada convertida a partir de una plataforma de perforación móvil en 1997. La plataforma es usada actualmente para realizar lanzamiento marítimos en el pacífico ecuatorial. Trabaja en coordinación con el barco de control Sea Launch Commander. Su puerto se ubica en Long Beach en los Estados Unidos.

## Historia
La plataforma fue construida en 1982 por la compañía ODECO para Sumitomo Heavy Industries. Como plataforma realizó su primera exploración en al sur de Yakutat para ARCO Alaska, Inc. 
La plataforma Ocean Odyssey pasó los algunos años inutilizada en los muelles de Dundee. En esta situación fue requerida por la empresa Boeing para fundar el consorcio Sea Launch, para lo cual fue comprada por la empresa Kværner de Stavanger, Noruega, y reconstruida de 1995 a 1997, extendiendo la longitud de la plataforma, adicionando columnas de soporte y sistemas de propulsión adicionales y los ajustes para ubicar la rampa de lanzamiento y el hangar del vehículo de servicio. 

### Explosión de gas en el Mar del Norte en 1988

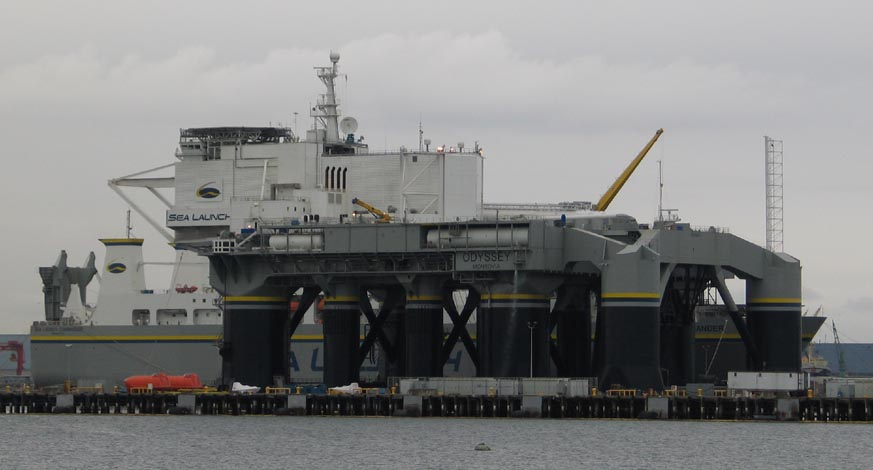
Ocean Odyssey en puerto, con el barco Sea Launch Commander detrás

El 22 de septiembre de 1988, el Ocean Odyssey sufrió una explosión mientras estaba siendo operado por ODECO (ahora Diamond Offshore Drilling) contratado por ARCO (ahora una subsidiaria de BP), perforando el pozo 22/30b-3 en un prospecto en el Mar del Norte. La causa directa final del incidente fue una falla del equipo de boca de pozo submarino después de un período prolongado de control del pozo. Durante el incendio resultante, el operador de radio, Timothy Williams, murió. El gerente de la plataforma le había ordenado que saliera de los botes salvavidas y regresara a la sala de radio, pero no anuló la orden cuando se evacuó la plataforma.
Los supervivientes fueron recogidos por el buque de emergencia de la plataforma Notts Forest (38 rescatados) y el remolcador de anclas cercano British Fulmar (28 rescatados). Cuatro helicópteros Sea King del HMS  Illustrious y un Sea King de la RAF Boulmer ayudaron en las operaciones de rescate y trasladaron a los supervivientes del Notts Forest y el British Fulmar a la plataforma de perforación Sedneth 701. Un Hawker Siddeley Nimrod de la Royal Air Force proporcionó la coordinación en el lugar.
El incidente apareció en el episodio "Missing" de la serie de televisión STV Rescue de 1990.

### Lanzamiento fallido de 2007

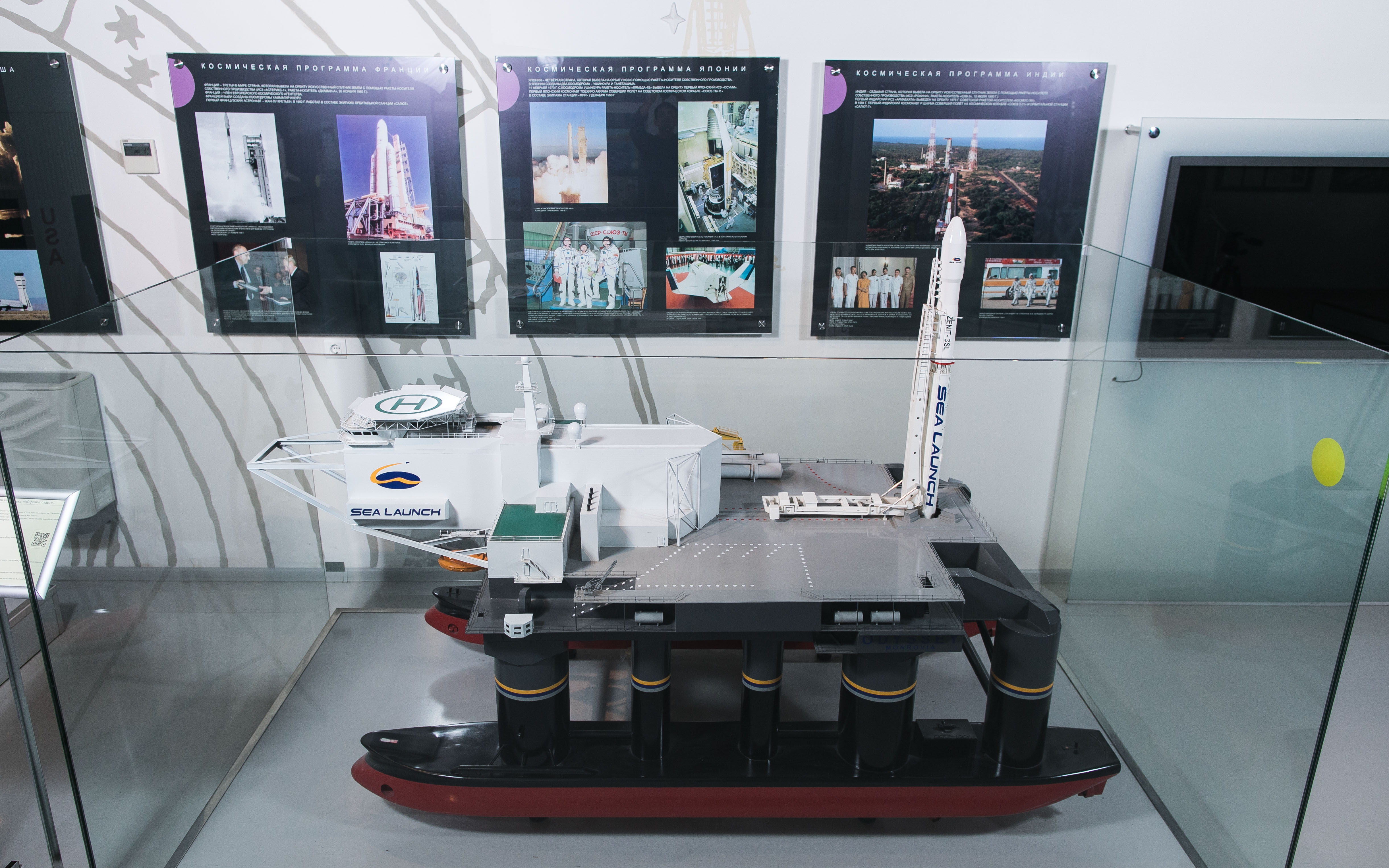
Maqueta del Ocean Odyssey como lanzador de cohetes.

El 30 de enero de 2007, un cohete Zenit que portaba el satélite NSS-8 falló durante el lanzamiento y explotó a bordo del Ocean Odyssey. No hubo heridos y el daño a la plataforma misma fue superficial. Luego del incidente retornó al servicio en enero de 2008, con el lanzamiento exitoso del satélite Thuraya 3.